# Putti reggenti un tondo con l'ebbrezza di Noè
I Putti reggenti un tondo con l'ebbrezza di Noè sono un dipinto a olio su tavola (74x67 cm) di Domenico Beccafumi e anonimo pittore toscano, databile al 1522-1523 circa e conservato nel Museo Horne di Firenze.

## Storia e descrizione
L'opera è ricordata negli inventari medicei dal XVII secolo ed è una derivazione di una composizione incompiuta oggi nelle collezioni del Monte dei Paschi di Siena. Gli studiosi hanno proposto datazioni che variano tra il 1518 e il 1523, con maggiore probabilità ai primi anni venti, quando si andava chiudendo la fase giovanile.
Al centro un putto regge un grande medaglione circondato da una ghirlanda di foglie di vite. Egli è posto in un'apertura tra due blocchi di uno spesso parapetto, dove stanno appoggiati due putti e altri due, in posa simmetrica e complementare, fuggono poggiandovisi sopra. Un sesto putto alato corona in alto. La possa dei putti è tutta tesa a circondare con grazia il medaglione centrale, dove un anonimo artista toscano dipinse in un'epoca più tarda un'Ebbrezza di Noè.
Evidente è l'ispirazione legata ai putti, gli Ignudi e i medaglioni della Cappella Sistina di Michelangelo, che Beccafumi rese con la sua particolare sensibilità luminosa e coloristica.